# Diphyus sedatus
Diphyus sedatus är en stekelart som först beskrevs av Tosquinet 1896.  Diphyus sedatus ingår i släktet Diphyus och familjen brokparasitsteklar. Inga underarter finns listade i Catalogue of Life.